# 御成敗式目
御成敗式目（ごせいばいしきもく）は、鎌倉時代に、源頼朝以来の先例や、道理と呼ばれた武家社会での慣習や道徳をもとに制定された、武家政権のための法令（式目）である。貞永元年8月10日（1232年8月27日:『吾妻鏡』）制定。貞永式目（じょうえいしきもく）ともいう。ただし貞永式目という名称は後世に付けられた呼称で、御成敗式目の名称が正式である。また、関東御成敗式目、関東武家式目などの異称もある。
1185年に鎌倉幕府が実質的に成立して以降、東国を勢力下におく鎌倉幕府と、西国を勢力下におく朝廷による二頭政治が続いていた。1221年（承久3年）に発生した承久の乱で、鎌倉幕府執権の北条義時が朝廷を武力で倒し、朝廷の権力は制限され、幕府の権力が全国に及んでいったが、日本を統治する上で指標となる道徳や倫理観、そして慣習が各地で異なるため、武家社会、武家政権の裁判規範として制定された。

## 沿革
鎌倉幕府成立時には成文法が存在しておらず、律令法・公家法には拠らず、武士の成立以来の武士の実践道徳を「道理」として道理・先例に基づく裁判をしてきたとされる。もっとも、鎌倉幕府初期の政所や問注所を運営していたのは、京都出身の明法道や公家法に通じた中級貴族出身者であったために、鎌倉幕府が蓄積してきた法慣習が律令法・公家法と全く無関係に成立していた訳ではなかった。
承久の乱以後、幕府の勢力が西国にまで広がっていくと、地頭として派遣された御家人・公家などの荘園領主・現地住民との法的な揉めごとが増加するようになった。また、幕府成立から半世紀近くたったことで、膨大な先例・法慣習が形成され、煩雑化してきた点も挙げられる。
また数年前から天候不順によって国中が疲弊していたが、寛喜3年（1231年）には寛喜の飢饉が最悪の猛威となり、社会不安な世情であった。
そこで執権であった北条泰時が中心になり、一門の長老北条時房（泰時の叔父にあたる）を連署とし太田康連、斎藤浄円らの評定衆の一部との協議によって制定された。
制定に関して、執権泰時は六波羅探題として京都にいた弟の北条重時に宛てた2通の書状（泰時消息文）で、式目の精神・目的を述べている。
制定当時、公家には、政治制度を明記した律令が存在していたが、武家を対象とした明確な法令がなかった。そこで、源頼朝以来の御家人に関わる慣習や明文化されていなかった取り決めを基に、土地などの財産や守護・地頭などの職務権限を明文化した。「泰時消息文」によれば、公家法は漢文で記されており難解であるので、武士に分かりやすい文体の法律を作ったとある。そのため、鎌倉幕府が強権をもって法律を制定したというよりも、むしろ御家人の支持を得るために制定した法律という性格を持つ。また、鎌倉幕府制定の法と言っても、それがただちに御家人に有利になるという訳ではなく、訴訟当事者が誰であっても公正に機能するものとした。それにより、武家ではない荘園領主側である公家や寺社にも御成敗式目による訴訟が受け入れられてその一部が公家法などにも取り入れられた。
鎌倉幕府滅亡後においても法令としては有効であった。足利尊氏も御成敗式目の規定遵守を命令しており、室町幕府において発布された法令、戦国時代に戦国大名が制定した分国法も、御成敗式目を改廃するものではなく、追加法令という位置づけであった。御成敗式目は女性が御家人となることを認めており、この規定によって戦国時代には女性の城主が存在し、井伊谷城主の井伊直虎、岩村城主のおつやの方、立花城主の立花誾千代、淀城主の淀殿などが知られる。江戸幕府による武家諸法度の施行に至って武士の基本法としての位置づけを譲ることになるが、法令としての有効性には変わりなく、明治時代以降に近代法が成立するまで続いた。後述の通り、現代の民法に影響を与えているという説もある。
広く武家法の基本となっただけでなく、優れた法先例として公家・武家を問わずに有職故実の研究対象とされた。公家の間での式目研究は式目学・式目解釈学と呼ばれ、外記をつとめた清原氏は特に力を入れていた。清原業忠は『貞永式目聞書』を著し、その孫の清原宣賢は『式目抄』を著した。大永4年(1524年）と享禄2年(1529年）には清原氏の縁者であった官務大宮伊治によって御成敗式目の刊本が出版されている。その後、江戸時代には庶民の習字手本として民間にも普及している。
なお、貞永元年9月11日付の「泰時消息文」には、はじめ「式条」と呼ばせたが、律令にはばかって「式目」と改めたことが記されている。式条とは"式の条文"の意味であり、泰時は幕府を諸司に準じる存在と位置づけて命名しようとしたと考えられているが、朝廷側からみれば天皇の大権（勅旨によってのみ許された権限）である法令の制定を幕府が主張することは許容できなかったとみられている（幕府は幕府内の内部規範の枠を超えた法令の施行をする際には必ず朝廷に奏請して天皇の宣旨を仰いでおり、例えば貞応2年（1223年）幕府が制定した新補地頭に関する所務法を武士以外の荘園領主にも適用するために天皇の宣旨を仰いでいる）。朝廷の反発を受けた泰時は朝廷の理解を得るために「式目」と名前を改めたと考えられている。もっとも泰時が使用を断念した「式条」という言葉はその後も幕府内においては御成敗式目を指す言葉として用いられ、民間でも「式目」と「式条」を区別することなく用いていたことが当時の荘園文書から確認できる。

## 条文
全51条である。この数は17の3倍であり、17は十七条憲法に由来する。
- 第一条 - 可修理神社専祭祀事
- 第二条 - 可修造寺塔勤行仏事等事
- 第三条 - 諸国守護人奉行事
- 第四条 - 同守護人不申事由、沒收罪科跡事
- 第五条 - 諸國地頭令抑留年貢所當事
- 第六条 - 國司領家成敗不及關東御口入事
- 第七条 - 所領之事
- 第八条 - 土地占有之事
- 第九条 - 謀反人事
- 第十条 - 殺害刃傷罪科事

- 第十一条 - 依夫罪過、妻女所領沒收否事
- 第十二条 - 悪口咎事
- 第十三条 - 殴人咎事
- 第十四条 - 代官罪過懸主人否事
- 第十五条 - 謀書罪科事
- 第十六条 - 承久兵亂時沒收地事
- 第十七条 - 同時合戰罪過父子各別事
- 第十八条 - 讓與所領於女子後、依有不和儀、其親悔還否事
- 第十九条 - 不論親疎被眷養輩、違背本主子孫事
- 第二十条 - 得讓状後、其子先于父母令死去跡事

- 第二十一条 - 妻妾得夫讓、被離別後、領知彼所領否事
- 第二十二条 - 父母所領配分時、雖非義絶、不讓與成人子息事
- 第二十三条 - 女人養子事
- 第二十四条 - 讓得夫所領後家、令改嫁事
- 第二十五条 - 關東御家人以月卿雲客爲婿君、依讓所領、公事足減少事
- 第二十六条 - 讓所領於子息、給安堵御下文之後、悔還其領、讓與他子息事
- 第二十七条 - 未處分跡事
- 第二十八条 - 搆虚言致讒訴事
- 第二十九条 - 閣本奉行人、付別人企訴訟事
- 第三十条 - 遂問註輩、不相待御成敗、執進權門書状事

- 第三十一条 - 依無道理不蒙御裁許輩、爲奉行人偏頗由訴申事
- 第三十二条 - 隱置盜賊惡黨於所領内事
- 第三十三条 - 強竊二盜罪科事付放火人事
- 第三十四条 - 密懷他人妻罪科事
- 第三十五条 - 雖給度々召文不參上科事
- 第三十六条 - 改舊境、致相論事
- 第三十七条 - 關東御家人申京都、望補傍官所領上司事
- 第三十八条 - 惣地頭押妨所領内名主職事
- 第三十九条 - 官爵所望輩、申請關東御一行事
- 第四十条 - 鎌倉中僧徒、恣諍官位事

- 第四十一条 - 奴婢雜人事
- 第四十二条 - 百姓迯散時、稱逃毀令損亡事
- 第四十三条 - 稱當知行掠給他人所領、貪取所出物事
- 第四十四条 - 傍輩罪過未斷以前、競望彼所帶事
- 第四十五条 - 罪過由披露時、不被糺決改替所職事
- 第四十六条 - 所領得替時、前司新司沙汰事
- 第四十七条 - 以不知行所領文書、寄附他人事＜付、以名主職不相觸本所、寄進權門事＞
- 第四十八条 - 賣買所領事
- 第四十九条 - 兩方證文理非顯然時、擬遂對決事
- 第五十条 - 狼藉時、不知子細出向其庭輩事

- 第五十一条 - 帶問状御敎書、致狼藉事
- 「起請」
- 「北条泰時消息」

不備の補充や新事態に対応するため、折に触れて追加法が制定され、これを「式目追加」または単に「追加」などと称した。泰時消息文には「これにもれたる事候はゞ、追うて記し加へらるべきにて候」として、元より追加法の必要性を示唆している。鎌倉・室町時代の奉行人は必要な追加法を蒐集し、『新編追加』をはじめ、何本もの追加法の編纂がなされて現在に伝わっている。これら諸本が佐藤進一・池内義資編『中世法制史料集』第1巻で具に対校されている。

## 内容
鎌倉幕府の基本法で、日本最初の武家法である。頼朝以来の先例（「右大将家の例」）や武家社会の道理を基準とし、御家人の権利義務や所領相続の規定が多い。「悔返権」・「年紀法」の規定は武家独自の規定とされている（異説もある）。ただし、式目の適用は武家社会に限られ、朝廷の支配下では公家法、荘園領主の下では本所法が効力を持った。反対に幕府の支配下では公家法・本所法は適用されないものとして拒絶している。また、頼朝以来の先例・武家社会の道理を盾にして律令法・公家法と異なる規定、時にはこれと反する規定を積極的・かつ自立的に制定している点を評価して、御成敗式目を幕府法の独立を宣言したものとする解釈が通説となっている。
ただし、こうした考え方に対して批判もある。新田一郎は頼朝以来の先例や武家社会の道理を記した部分、特に律令法・公家法と相違・対立する部分の多くは直接条文としては盛り込まれず、細目や例外事項などの形式によって触れられており、一方で条文本文に記されている幕府関係以外の事項の多くは鎌倉時代初期の公家法に依拠する部分が多いとする。また編纂に加わったのは六波羅探題を務めた泰時・時房や公家法に通じた中級貴族やその子孫である御家人であった点も指摘している。これは、当時の武士（特に御家人）が巻き込まれやすかったのは、地頭として治める荘園における荘園領主である公家との揉めごとであり、こうした揉めごとから武士を救うには公家法を中心に動いていた当時の法秩序の概要を平易に説いて理解させ、武家社会との調和を図るために御成敗式目は制定されたもので、武家法の体系化や武家法に基づく新秩序形成を目的としたわけではなく、少なくても公家法の存在を前提とし、かつ形式的な模範・素材であったとしている。また、鎌倉時代後期以後に公家社会にも受容された背景には幕府・朝廷ともに徳政を通じた徳治主義の実現という共通した政治目標が存在したことも指摘している。
長又高夫は各条文を検討して、一部の条文には明らかに律令法や公家法とは解釈が異なるあるいは相反する条文があり、それについては儒教倫理や右大将家（源頼朝）の先例、当時の社会で広く知られていた判例や慣習法などを根拠として掲げて、なるべく朝廷の反発や異論を収めることに努めている。
所有の規定が多いのが特徴である。民法162条の「20年占有」規定（取得時効）の源を御成敗式目に求める見解を佐藤進一は示している。ただし、民法典の起草委員の一人である梅謙次郎によれば、この規定はボアソナード起草の旧民法では当時の立法例に則して30年となっていたものを、交通の便が開けたことにより遠くにある財産の把握が容易になったこと、取引が頻繁にされることにより権利の確定を早期に行う必要があることから20年に短縮したものと説明されており、日本の旧来の法を参考にしたとは述べていない。
泰時消息文において、武家や庶民は律令を知らない者が多いため、内容を熟知した役人が恣意的に運用していることから、漢字が読める者が少ない武家に配慮した内容であると記している。